# Mieczysław Baszko
Mieczysław Kazimierz Baszko (ur. 26 czerwca 1961 w Boratyńszczyźnie) – polski polityk, nauczyciel i samorządowiec, członek zarządu województwa i wicemarszałek, a w latach 2014–2015 marszałek województwa podlaskiego, poseł na Sejm VIII i IX kadencji.

## Życiorys
Ukończył studia na Akademii Wychowania Fizycznego w Warszawie (filii w Białej Podlaskiej). Od 1985 do 2008 pracował jako nauczyciel. Był też zatrudniony w Ośrodku Sportu i Rekreacji w Sokółce.
W latach 1994–2002 był radnym miejskim Sokółki, następnie do 2007 radnym powiatu sokólskiego. W 1996 został członkiem Polskiego Stronnictwa Ludowego, objął potem kierownictwo powiatowych struktur tej partii, a także wszedł w skład rady naczelnej PSL.
W przedterminowych wyborach wojewódzkich w 2007 uzyskał mandat radnego sejmiku podlaskiego III kadencji. Po zmianie koalicji we władzach województwa, do której doszło w 2008, został członkiem nowego zarządu. W 2010 utrzymał mandat radnego, następnie został wicemarszałkiem. Również w 2014 z powodzeniem ubiegał się o reelekcję w wyborach do sejmiku. 8 grudnia 2014 wybrano go na nowego marszałka województwa podlaskiego. W 2015 zastąpił Wojciecha Dzierzgowskiego na stanowisku prezesa zarządu wojewódzkiego PSL w województwie podlaskim.
W 2007 i 2011 bez powodzenia startował do Sejmu z podlaskiej listy PSL, a w 2009 i 2014 w wyborach do Parlamentu Europejskiego. W 2015 wystartował w wyborach parlamentarnych jako lider listy wyborczej PSL w okręgu podlaskim. Otrzymał 7010 głosów, uzyskując tym samym mandat posła na Sejm VIII kadencji. W związku z tym wyborem zakończył pełnienie funkcji marszałka województwa. W 2016 nie został ponownie wybrany na prezesa podlaskiego PSL, przegrywając ze Stefanem Krajewskim. 20 stycznia 2018 przeszedł do Porozumienia. Następnie w Sejmie przeszedł z klubu poselskiego PSL do klubu parlamentarnego PiS.
W wyborach w 2019 (startując z listy PiS) z powodzeniem ubiegał się o poselską reelekcję, otrzymując 11 060 głosów. W sierpniu 2021 wystąpił z Porozumienia, pozostając w klubie parlamentarnym Prawa i Sprawiedliwości. Następnie w tym samym miesiącu dołączył do Partii Republikańskiej. W listopadzie 2021 został przewodniczącym Rady Głównej Krajowego Zrzeszenia LZS.
W wyborach w 2023 nie został wybrany do Sejmu kolejnej kadencji. Powrócił do pracy w sokólskim OSiR-ze, obejmując stanowisko menedżera sportu. W 2024 ponownie uzyskał mandat radnego powiatu.

## Odznaczenia i wyróżnienia
Odznaczony Brązowym (1997) i Srebrnym (2002) Krzyżem Zasługi. W 2015 został wyróżniony Odznaką Honorową za Zasługi dla Związku Sybiraków. W 2009 odznaczony Brązową Odznaką „Zasłużony dla Ochrony Przeciwpożarowej”.